# Сем'янівська сільська рада
Сем'янівська сільська рада — колишній орган місцевого самоврядування у Полтавському районі Полтавської області з центром у селі Сем'янівка.

## Населені пункти
Сільраді були підпорядковані населені пункти:
- c. Сем'янівка
- с. Олепіри
- с. Патлаївка
- с. Тернівщина
- с. Яцинова Слобідка